# Famille de Courten
La famille de Courten est une famille noble valaisanne, originaire de Lombardie.

## Histoire
Famille originaire de la ville lombarde de Cantù. Le nom apparaît d'abord sous la forme de Curti, puis Curtig, Curtoz, Curto, Curten et enfin Courten. La particule, portée dès le XVIIIe siècle, fut confirmée par le diplôme impérial de 1742 accordant le titre de comte aux frères Pierre-Anne et Maurice.
Arrivés en Valais par le col du Simplon, les de Courten s'établirent à Simplon, puis à Brigue, où Johann fit construire dans l'église de Glis un autel à la Sainte-Trinité. L'alliance entre son fils Antoine et Jeanne de Rarogne fit passer dans la famille de nombreux biens situés dans la région de Sierre et du val d'Anniviers. A la mort d'Antoine, sa descendance se partagea en deux lignes : la cadette resta à Brigue où elle s'éteignit vers 1543. L'aînée s'installa à Sierre où elle connut un rapide essor. Elle compta quatre grands-baillis, de nombreux bannerets, capitaines de dizain et châtelains et, dès le XVIe siècle, de nombreux officiers au service étranger (France, où un régiment porta leur nom de 1690 à 1792, Piémont, Espagne, Angleterre, Saint-Siège). Au XIXe siècle, les de Courten jouèrent fréquemment un rôle dans la politique locale et cantonale, plus rarement dans la politique nationale.
La famille se subdivisa à nouveau. La première ligne descend d'Etienne (1603-1651), grand-châtelain de Sion, gouverneur de Saint-Maurice et capitaine en France. En provient la branche française de Valenciennes, dès Jean-Hildebrand (1666-1737), qui acquit en 1754 la terre et la seigneurie de Bazoncourt (Moselle), ainsi que celle de Berlize, village voisin, en 1781. Elle devint aussi propriétaire du village et des terres de Solère, en Piémont. Les de Courten firent construire plusieurs maisons à Sierre, dont celle dite Pancrace de Courten (actuel conservatoire de musique et Musée Rilke), la maison de la Cour (actuel hôtel de ville) et le château du grand-bailli Jean-Antoine de Courten, actuelle cure de la paroisse Sainte-Catherine.

## Armoiries
La famille de Courten est recensée dans le Schweizerisches Geschlechterbuch, almanach généalogique suisse. Ces armes se blasonnent ainsi De gueules au globe d'or cintré de sable et croisé d'or 
Son blason est surmonté d'une couronne de comte et a comme tenants deux aigles couronnés.